# 1972. évi nyári olimpiai játékok
Az 1972. évi nyári olimpiai játékokat, hivatalos nevén a XX. nyári olimpiai játékokat 1972. augusztus 26. és szeptember 11. között rendeztek meg az akkori nyugat-németországi Münchenben. 121 nemzet 7134 sportolója vett részt a versenyeken.
Detroit, Madrid és Montréal nevezett még a XX. nyári olimpia megrendezésére. (NOB) 64. ülésszakán, 1966. április 26-án Rómában döntött a Nemzetközi Olimpiai Bizottság München javára.
Münchenben már a NOB 73. ülésszakát tartották 1972. augusztus 19-én. Avery Brundaget aki 1952 óta volt a NOB elnöke, Lord Killanin követte az elnöki székben. Az ülés lezárta a régi vitás kérdést és a fajüldöző Rhodésiát kizárta az olimpiai részvételből.

## Túszdráma az olimpián
Szeptember 5-én hajnalban a palesztin Fekete Szeptember terrorista szervezet tagjai túszul ejtettek az olimpiai faluban izraeli sportolókat, közben két sportolót megöltek. A túszok kiszabadításáért folytatott tárgyalásokat München rendőrparancsnoka vezette, a terroristák szabad elvonulást követeltek egy repülőgéppel. A fürstenfeldbrücki repülőtéren a német rendőrség mesterlövészei megpróbálkoztak a túszok kiszabadításával, a kitört lövöldözésben 14 sportoló és terrorista vesztette életét.
A NOB a gyászszertartás után úgy döntött, hogy a játékokat folytatni kell. Szeptember 6-án a sportolók már újra versenyeztek.

## Érdekességek
- Az olimpia sztárja Mark Spitz amerikai úszó lett, négy egyéni és három csapataranyat nyert a sprint számokban (mind a hét számban világcsúccsal). Larisza Latinyina és Paavo Nurmi társaságában kilenc aranyérmet tudhat magának.
- Hegedűs Csaba a 100. magyar olimpiai aranyérmet gyűjtötte be.
- Atlétikában a női 1500 méteres futással és a 4 × 400 méteres váltóval bővült a program, illetve a női 80 m helyett 100 m lett a gátfutás távja. Valerij Borzov történelmi csúcsot állított fel a 100 és 200 méteres győzelmével, első nem amerikai versenyző lett, aki mindkét számban nyerni tudott.
- Öttusában négy szám után még a szovjet Borisz Onyiscsenko vezetett 82 ponttal, a futásban Balczó András közel egy perccel ért előbb célba, és lett övé a bajnokság.
- Vívásban két arany-, négy ezüst- és két bronzérmet nyertek a magyar versenyzők dr. Bay Béla irányításával, neki ez már a hatodik olimpiája volt csapatvezetőként.

## Részt vevő nemzetek
Vastagítással kiemelve azok a nemzetek, amelyek első alkalommal vettek részt nyári olimpián.

- Afganisztán (AFG) (8 – 8 férfi)
- Albánia (ALB) (5 – 4 férfi, 1 nő)
- Algéria (ALG) (5 – 5 férfi)
- Amerikai Virgin-szigetek (ISV) (16 – 16 férfi)
- Argentína (ARG) (92 – 88 férfi, 4 nő)
- Ausztrália (AUS) (168 – 139 férfi, 29 nő)
- Ausztria (AUT) (111 – 97 férfi, 14 nő)
- Bahama-szigetek (BAH) (20 – 19 férfi, 1 nő)
- Barbados (BAR) (13 – 8 férfi, 5 nő)
- Belgium (BEL) (88 – 82 férfi, 6 nő)
- Bermuda (BER) (9 – 9 férfi)
- Bolívia (BOL) (11 – 11 férfi)
- Brazília (BRA) (81 – 78 férfi, 3 nő)
- Brit Honduras (HBR) (1 – 1 férfi)
- Bulgária (BUL) (130 – 106 férfi, 24 nő)
- Burma (BIR) (18 – 18 férfi)
- Ceylon (CEY) (4 – 4 férfi)
- Chile (CHI) (11 – 9 férfi, 2 nő)
- Costa Rica (CRC) (3 – 3 férfi)
- Csád (CHA) (4 – 4 férfi)
- Csehszlovákia (TCH) (181 – 145 férfi, 36 nő)
- Dahomey (DAH) (3 – 3 férfi)
- Dánia (DEN) (126 – 114 férfi, 12 nő)
- Dél-Korea (KOR) (42 – 32 férfi, 10 nő)
- Dominikai Köztársaság (DOM) (5 – 5 férfi)
- Ecuador (ECU) (2 – 2 férfi)
- Észak-Korea (PRK) (37 – 23 férfi, 14 nő)
- Egyesült Államok (USA) (400 – 316 férfi, 84 nő)
- Egyiptom (EGY) (23 – 23 férfi)
- Elefántcsontpart (CIV) (11 – 11 férfi)
- Etiópia (ETH) (31 – 31 férfi)
- Felső-Volta (VOL) (1 – 1 férfi)
- Fidzsi-szigetek (FIJ) (2 – 2 férfi)
- Finnország (FIN) (96 – 89 férfi, 7 nő)
- Franciaország (FRA) (227 – 197 férfi, 30 nő)
- Fülöp-szigetek (PHI) (53 – 48 férfi, 5 nő)
- Gabon (GAB) (1 – 1 férfi)
- Ghána (GHA) (35 – 33 férfi, 2 nő)
- Görögország (GRE) (60 – 58 férfi, 2 nő)
- Guatemala (GUA) (8 – 8 férfi)
- Guyana (GUY) (3 – 3 férfi)
- Haiti (HAI) (7 – 6 férfi, 1 nő)
- Holland Antillák (AHO) (2 – 2 férfi)
- Hollandia (NED) (119 – 90 férfi, 29 nő)
- Hongkong (HKG) (10 – 10 férfi)
- India (IND) (41 – 40 férfi, 1 nő)
- Indonézia (INA) (6 – 3 férfi, 3 nő)
- Irán (IRI) (48 – 48 férfi)
- Írország (IRL) (59 – 51 férfi, 8 nő)
- Izland (ISL) (25 – 24 férfi, 1 nő)
- Izrael (ISR) (14 – 12 férfi, 2 nő)
- Jamaica (JAM) (33 – 21 férfi, 12 nő)
- Japán (JPN) (184 – 148 férfi, 36 nő)
- Jugoszlávia (YUG) (126 – 113 férfi, 13 nő)
- Kambodzsa (CAM) (9 – 8 férfi, 1 nő)
- Kamerun (CMR) (11 – 11 férfi)
- Kanada (CAN) (208 – 158 férfi, 50 nő)
- Kenya (KEN) (57 – 55 férfi, 2 nő)
- Kínai Köztársaság (ROC) (21 – 15 férfi, 6 nő)
- Kolumbia (COL) (59 – 55 férfi, 4 nő)
- Kongói Népköztársaság (CGO) (6 – 6 férfi)
- Kuba (CUB) (137 – 109 férfi, 28 nő)
- Kuvait (KUW) (4 – 4 férfi)
- Lengyelország (POL) (290 – 252 férfi, 38 nő)
- Lesotho (LES) (1 – 1 férfi)
- Libanon (LIB) (19 – 17 férfi, 2 nő)
- Libéria (LBR) (5 – 5 férfi)
- Liechtenstein (LIE) (6 – 6 férfi)
- Luxemburg (LUX) (11 – 10 férfi, 1 nő)
- Madagaszkár (MAD) (11 – 11 férfi)
- Magyarország (HUN) (232 – 187 férfi, 45 nő)
- Malawi (MAW) (16 – 13 férfi, 3 nő)
- Malajzia (MAS) (45 – 42 férfi, 3 nő)
- Mali (MLI) (3 – 3 férfi)
- Marokkó (MAR) (35 – 33 férfi, 2 nő)
- Málta (MLT) (5 – 5 férfi)
- Mexikó (MEX) (174 – 152 férfi, 22 nő)
- Monaco (MON) (5 – 5 férfi)
- Mongólia (MGL) (39 – 37 férfi, 2 nő)
- Nagy-Britannia (GBR) (284 – 210 férfi, 74 nő)
- NDK (GDR) (297 – 231 férfi, 66 nő)
- NSZK (FRG) (424 – 341 férfi, 83 nő) (Rendező)
- Nepál (NEP) (2 – 2 férfi)
- Nicaragua (NCA) (8 – 7 férfi, 1 nő)
- Niger (NIG) (4 – 4 férfi)
- Nigéria (NGR) (25 – 20 férfi, 5 nő)
- Norvégia (NOR) (112 – 101 férfi, 11 nő)
- Olaszország (ITA) (224 – 197 férfi, 27 nő)
- Pakisztán (PAK) (25 – 25 férfi)
- Panama (PAN) (7 – 7 férfi)
- Paraguay (PAR) (3 – 3 férfi)
- Peru (PER) (20 – 17 férfi, 3 nő)
- Portugália (POR) (29 – 29 férfi)
- Puerto Rico (PUR) (53 – 53 férfi)
- Románia (ROU) (159 – 132 férfi, 27 nő)
- Salvador (ESA) (11 – 11 férfi)
- San Marino (SMR) (7 – 7 férfi)
- Spanyolország (ESP) (123 – 118 férfi, 5 nő)
- Suriname (SUR) (2 – 2 férfi)
- Svájc (SUI) (151 – 122 férfi, 29 nő)
- Svédország (SWE) (131 – 104 férfi, 27 nő)
- Szaúd-Arábia (KSA) (10 – 10 férfi)
- Szenegál (SEN) (38 – 38 férfi)
- Szingapúr (SIN) (7 – 5 férfi, 2 nő)
- Szíria (SYR) (5 – 4 férfi, 1 nő)
- Szomália (SOM) (3 – 3 férfi)
- Szovjetunió (URS) (371 – 298 férfi, 73 nő)
- Szudán (SUD) (26 – 26 férfi)
- Szváziföld (SWZ) (2 – 2 férfi)
- Tanzánia (TAN) (15 – 15 férfi)
- Thaiföld (THA) (33 – 33 férfi)
- Togo (TOG) (7 – 7 férfi)
- Törökország (TUR) (43 – 42 férfi, 1 nő)
- Trinidad és Tobago (TRI) (19 – 18 férfi, 1 nő)
- Tunézia (TUN) (35 – 35 férfi)
- Uganda (UGA) (33 – 31 férfi, 2 nő)
- Uruguay (URU) (13 – 10 férfi, 3 nő)
- Új-Zéland (NZL) (89 – 82 férfi, 7 nő)
- Venezuela (VEN) (23 – 20 férfi, 3 nő)
- Vietnám (VIE) (2 – 2 férfi)
- Zambia (ZAM) (11 – 8 férfi, 3 nő)

## Olimpiai versenyszámok

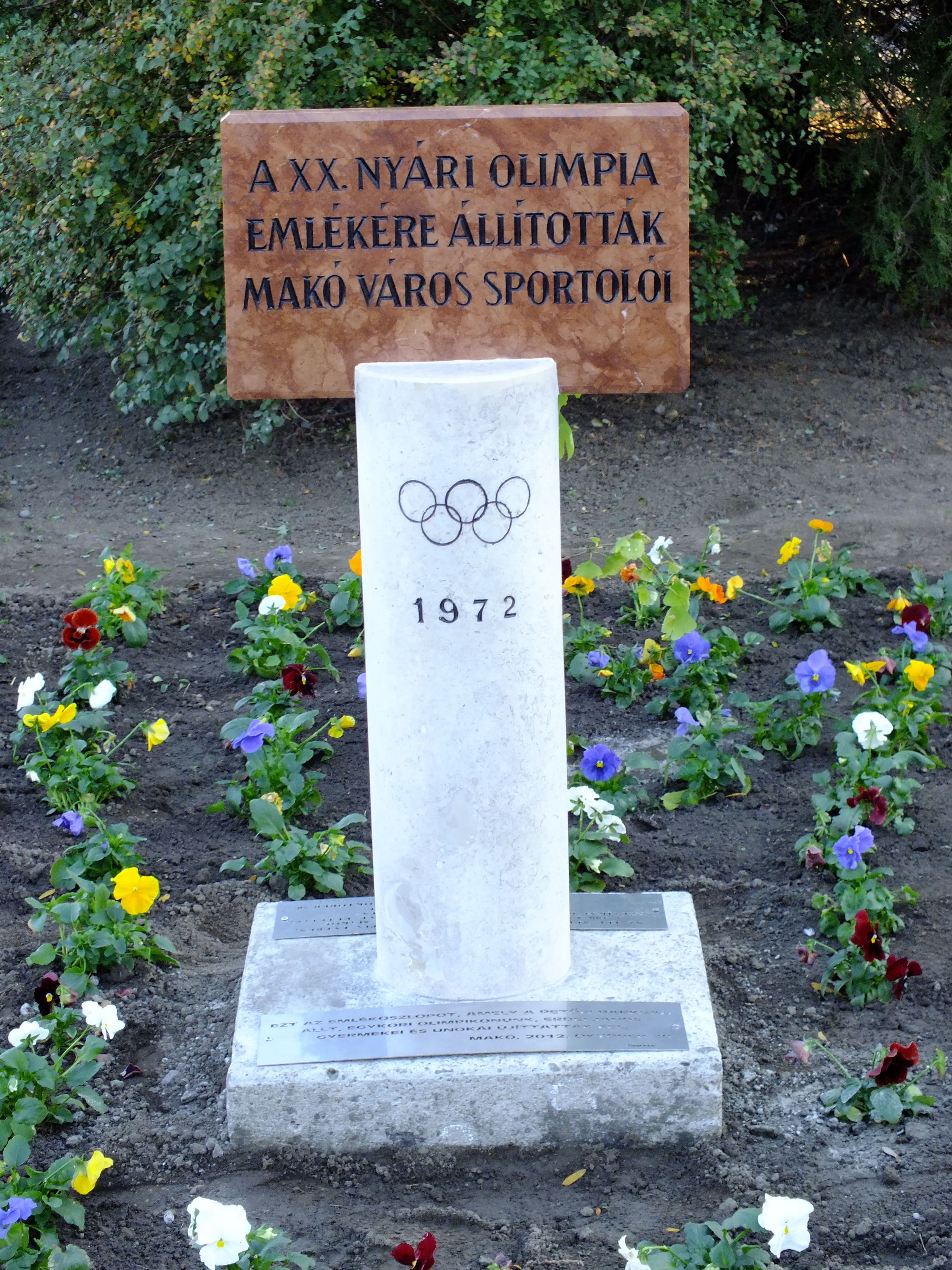
A müncheni olimpia emlékoszlopa Makón

| Versenyszámok az 1972. évi nyári olimpiai játékokon |        |        |        |        |        |          |
| Sportág, szakág                                     | Egyéni | Egyéni | Csapat | Csapat | Csapat |          |
| Sportág, szakág                                     | férfi  | női    | férfi  | női    | vegyes | összesen |
| Atlétika                                            | 22     | 12     | 2      | 2      | 0      | 38       |
| Birkózás                                            | 20     | 0      | 0      | 0      | 0      | 20       |
| Cselgáncs                                           | 6      | 0      | 0      | 0      | 0      | 6        |
| Evezés                                              | 1      | 0      | 6      | 0      | 0      | 7        |
| Gyeplabda                                           | 0      | 0      | 1      | 0      | 0      | 1        |
| Íjászat                                             | 1      | 1      | 0      | 0      | 0      | 2        |
| Kajak-kenu                                          | 4      | 2      | 4      | 1      | 0      | 11       |
| Kerékpározás                                        | 4      | 0      | 3      | 0      | 0      | 7        |
| Kézilabda                                           | 0      | 0      | 1      | 0      | 0      | 1        |
| Kosárlabda                                          | 0      | 0      | 1      | 0      | 0      | 1        |
| Labdarúgás                                          | 0      | 0      | 1      | 0      | 0      | 1        |
| Lovaglás                                            | 3      | 0      | 3      | 0      | 0      | 6        |
| Műugrás                                             | 2      | 2      | 0      | 0      | 0      | 4        |
| Ökölvívás                                           | 11     | 0      | 0      | 0      | 0      | 11       |
| Öttusa                                              | 1      | 0      | 1      | 0      | 0      | 2        |
| Röplabda                                            | 0      | 0      | 1      | 1      | 0      | 2        |
| Sportlövészet                                       | 8      | 0      | 0      | 0      | 0      | 8        |
| Súlyemelés                                          | 9      | 0      | 0      | 0      | 0      | 9        |
| Torna                                               | 7      | 5      | 1      | 1      | 0      | 14       |
| Úszás                                               | 12     | 12     | 3      | 2      | 0      | 29       |
| Vitorlázás                                          | 1      | 0      | 5      | 0      | 0      | 6        |
| Vívás                                               | 3      | 1      | 3      | 1      | 0      | 8        |
| Vízilabda                                           | 0      | 0      | 1      | 0      | 0      | 1        |
|                                                     |        |        |        |        |        |          |
| Összesen                                            | 115    | 35     | 37     | 8      | 0      | 195      |

## Éremtáblázat
(A táblázatban Magyarország és a rendező ország csapata eltérő háttérszínnel, az egyes számoszlopok legmagasabb értéke, vagy értékei vastagítással kiemelve.)
| Az 1972. évi nyári olimpiai játékok éremtáblázatának első tíz helyezettje | Az 1972. évi nyári olimpiai játékok éremtáblázatának első tíz helyezettje | Az 1972. évi nyári olimpiai játékok éremtáblázatának első tíz helyezettje | Az 1972. évi nyári olimpiai játékok éremtáblázatának első tíz helyezettje | Az 1972. évi nyári olimpiai játékok éremtáblázatának első tíz helyezettje | Olimpia  |
| ------------------------------------------------------------------------- | ------------------------------------------------------------------------- | ------------------------------------------------------------------------- | ------------------------------------------------------------------------- | ------------------------------------------------------------------------- | -------- |
|                                                                           | Ország                                                                    | Arany                                                                     | Ezüst                                                                     | Bronz                                                                     | Összesen |
| 1.                                                                        | Szovjetunió (URS)                                                         | 50                                                                        | 27                                                                        | 22                                                                        | 99       |
| 2.                                                                        | Egyesült Államok (USA)                                                    | 33                                                                        | 31                                                                        | 30                                                                        | 94       |
| 3.                                                                        | NDK (GDR)                                                                 | 20                                                                        | 23                                                                        | 23                                                                        | 66       |
| 4.                                                                        | NSZK (FRG)                                                                | 13                                                                        | 11                                                                        | 16                                                                        | 40       |
| 5.                                                                        | Japán (JPN)                                                               | 13                                                                        | 8                                                                         | 8                                                                         | 29       |
| 6.                                                                        | Ausztrália (AUS)                                                          | 8                                                                         | 7                                                                         | 2                                                                         | 17       |
| 7.                                                                        | Lengyelország (POL)                                                       | 7                                                                         | 5                                                                         | 9                                                                         | 21       |
| 8.                                                                        | Magyarország (HUN)                                                        | 6                                                                         | 13                                                                        | 16                                                                        | 35       |
| 9.                                                                        | Bulgária (BUL)                                                            | 6                                                                         | 10                                                                        | 5                                                                         | 21       |
| 10.                                                                       | Olaszország (ITA)                                                         | 5                                                                         | 3                                                                         | 10                                                                        | 18       |
|                                                                           |                                                                           |                                                                           |                                                                           |                                                                           |          |
| Összesen                                                                  | Összesen                                                                  | 195                                                                       | 195                                                                       | 210                                                                       | 600      |

## Közvetítések
A Magyar Rádió és a Magyar Televízió egyaránt az addigiaknál népesebb stábbal tudósított a helyszínről. A rádió riporterei között itt mutatkozott be olimpián Radnóti László, Vass István Zoltán, külsős munkatársként Peterdi Pál, a televíziósok között pedig Gyulai István, Knézy Jenő és egyelőre külsős szakkommentátorként Dávid Sándor.